# Otto Linder
Albert Otto Linder (* 24. April 1891 in Weißenstein; † 26. Mai 1976 in Stuttgart) war ein deutscher Architekt, der vor allem durch seine expressionistischen katholischen Kirchenbauten der 1920er Jahre bekannt wurde.

## Leben

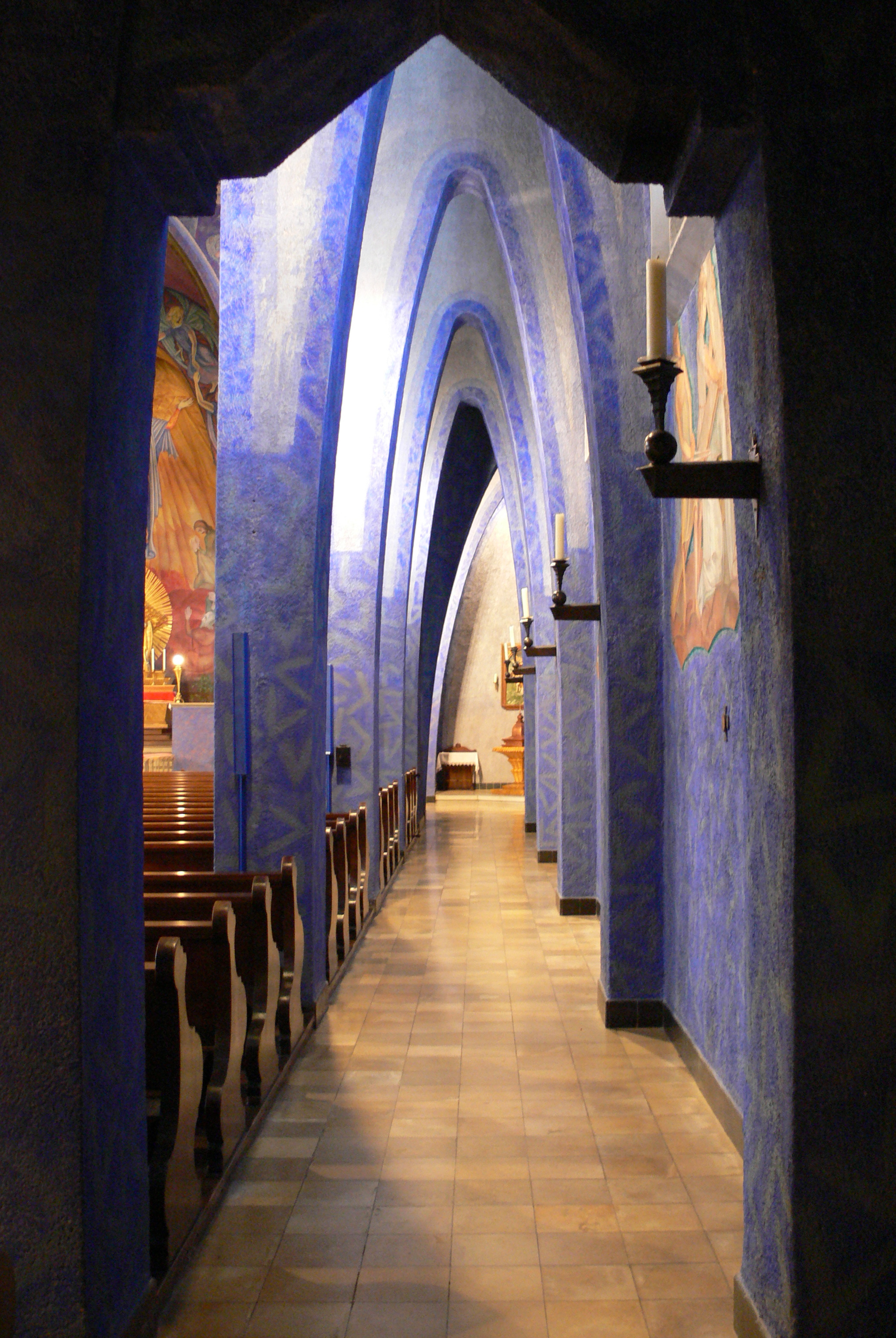
Parabelbögen in der Pfarrkirche in Baienfurt

Vor dem Ersten Weltkrieg besuchte Linder nach einer Maurerlehre die Baugewerkschule Stuttgart. Nach Kriegsende studierte Linder an der Technischen Hochschule Stuttgart (unter anderem bei Paul Bonatz und Ernst Robert Fiechter). Er arbeitete für verschiedene Architekturbüros in Stuttgart, Dresden und Kassel. 1920 gründete er in Stuttgart das Architekturbüro Linder und Motz in Stuttgart und arbeitete bis 1971 als Architekt. Aus der Stuttgarter Schule stammend, baute er vorwiegend im schwäbischen Raum, aber auch im benachbarten Österreich sowie der Schweiz eine Reihe von Kirchen, die zunächst dem Expressionismus zuzurechnen sind; ab Ende der 1920er Jahre wandelte sich sein Stil hin zum Neuen Bauen.
Linder war Mitglied der katholischen Studentenverbindungen AV Alania Stuttgart und AV Guestfalia Tübingen, beide im CV. 1954 wurde er von Kardinal-Großmeister Nicola Kardinal Canali zum Ritter des Ritterordens vom Heiligen Grab zu Jerusalem ernannt und am 9. Mai 1954 im Freiburger Münster durch Lorenz Jaeger, Großprior der deutschen Statthalterei, investiert.
Linder starb nach fünfzigjährigen Wirken als Architekt 1976 in Stuttgart im Alter von 85 Jahren.

## Ehrungen und Auszeichnungen
- 1961 erhielt Linder für seine Kirchenbauten das Bundesverdienstkreuz 1. Klasse des Verdienstordens der Bundesrepublik Deutschland.
- 1976 wurde ihm durch Papst Paul VI. das Großkreuz zum Silvesterorden verliehen.

## Werk (Auswahl)

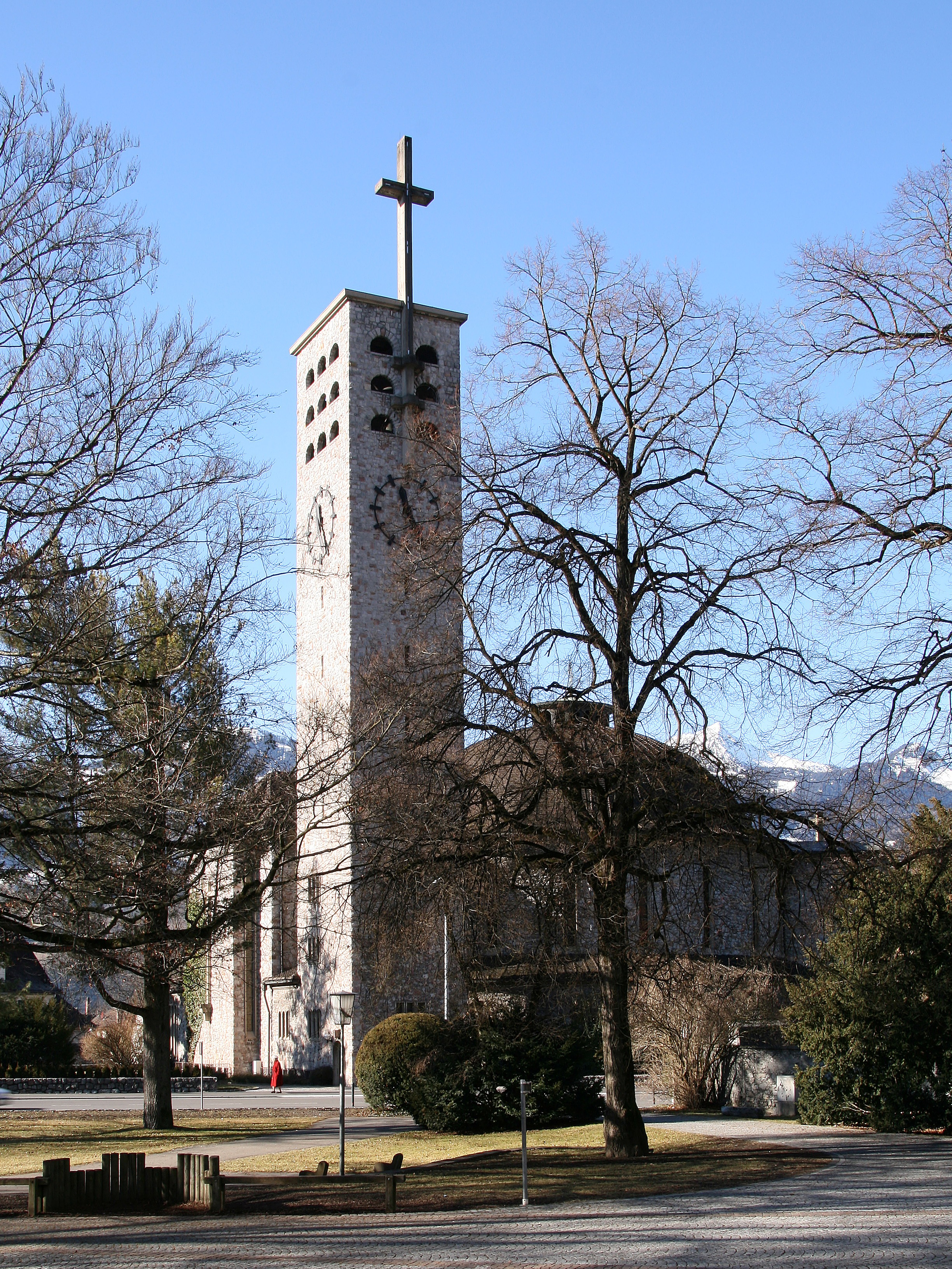
Stadtpfarrkirche Heilig-Kreuz in Bludenz (Foto von 2007)

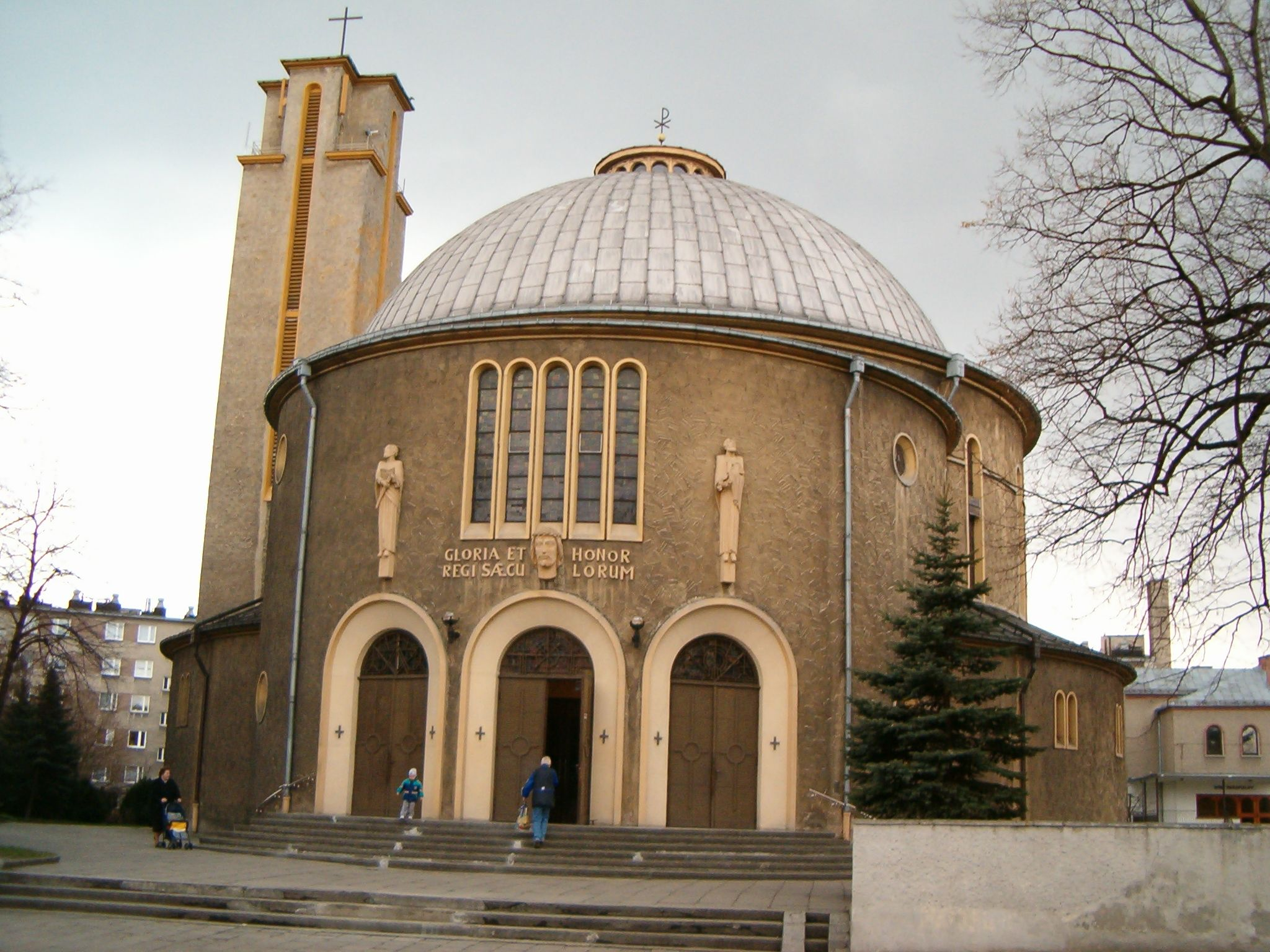
Herz-Jesu-Kirche in Ratibor (Racibórz), Oberschlesien (Foto von 2006)

Zu seinem Werk zählen diverse katholische Gotteshäuser:
- 1925–1926: Pfarrkirche St. Michael in Oberndorf am Neckar
- 1926–1927: Pfarrkirche St. Mariä Himmelfahrt in Baienfurt
- 1928–1929: Herz-Jesu-Kirche in Pforzheim (Zentralbau)
- 1928–1929: Pfarrkirche St. Mariä Himmelfahrt in Süßen
- 1928–1930: Taborkirche in Freudenstadt
- 1931–1934: Stadtpfarrkirche Heilig-Kreuz in Bludenz (Österreich) (Zentralbau)
- 1932–1933: Pfarrkirche St. Oswald in Stockach (Baden-Württemberg)
- 1932–1933: Kirche St. Theresia in Rheineck (Kanton St. Gallen, Schweiz) (Zentralbau)
- 1932–1934: Kirche St. Fidelis in Burladingen
- 1933–1935: Pfarrkirche Herz Jesu in Turbenthal (Kanton Zürich, Schweiz)
- 1934–1935: Kirche Mariä Namen und St. Sebastian in Degenfeld
- 1934–1935: Pfarrkirche St. Nikolaus in Lenzkirch (Hochschwarzwald)
- 1934–1935: Pfarrkirche Herz Jesu in Ratibor (Oberschlesien) (Zentralbau)
- 1935–1936: Pfarrkirche St. Josef in Bussnang (Kanton Thurgau, Schweiz) (Zentralbau)
- 1935–1936: Pfarrkirche St. Marien in Winterthur-Oberwinterthur, Schweiz
- 1936–1937: Dreifaltigkeitskirche in Gähwil
- 1936–1937: Heilig-Kreuz-Kirche in Beuthen (Oberschlesien) (Zentralbau)
- 1938–1942: Kirche St. Josef in Triesenberg (Liechtenstein) (Zentralbau)
- 1938–1943: Pfarrkirche Heilig Kreuz in Lana
- 1948–1950: Fatima-Kirche in Bludenz
- 1948–1950: Wiederaufbau der Pfarrkirche Herz Jesu in Pforzheim (Zentralbau)
- 1952–1953: Pfarrkirche Heilige Familie in Marbach am Neckar
- 1955–1958: Pfarrkirche Maria Königin in Prad am Stilfserjoch (Südtirol)
- 1956–1960: Johannes-Nepomuk-Kirche in Lorüns
- 1957–1959: Kirche St. Peter und Paul in Marburg